# مسجد قجماس الإسحاقي
مسجد قجماس الأسحاقى أو مسجد أبو حريبة يقع بحى الدرب الأحمر، انشأه عام 885 هجرية الأمير / سيف الدين قجماس الإسحاقي أحد أمراء المماليك الجراكسة، تقلب في عدة وظائف كبيرة في النصف الثاني من القرن التاسع الهجري (الخامس عشر الميلادي ) إلى أن صار أميرا خورا كبيرا (المشرف على اصطبلات السلطان ) في عهد الملك الأشرف قايتباى.

## التسمية
لم يدفن منشئ المسجد الأمير سيف الدين قجماس الاسحاقي الظاهري في المقبرة التي أعدها لنفسه تحت القبة بجامعه، ولكن دفن بالشام التي توفي بها سنة 892هـ/1487م وهو نائباً للسلطان عليها، أما قبة المسجد فدفن بها أحد أولياء الله الصالحين وهو الشيخ أحمد الشنتناوي المصري الصوفي الشهير بأبو حربية المتوفي سنة 1268هـ/1852م، واشتهر الجامع لدى العامة باسم جامع أبو حريبة نسبة إلى هذا الشيخ.

## الوصف

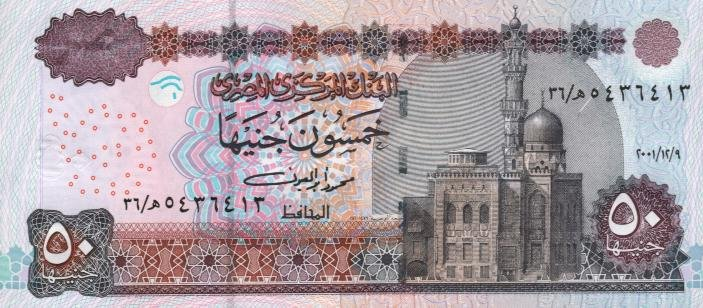
مسجد قجماس الإسحاق (أبو حربية) على عملة مصرية فئة خمسون جنيهاً

هو أحد المساجد الهامة التي أنشئت في عصر قايتباى، وتنحصر أهميته في دقة الصناعات المختلفة الموجودة به فأعمال النجارة الدقيقة وأعمال الرخام وتنوع تقاسيمه وتناسب ألوانه وأعمال الحجر ودقة الحفر فيه، والأسقف الخشبية الجميلة وبراعة نقشها وتذهيبها جميعا ناطقة بما وصلت إليه هذه الصناعات من مكانة رفيعة في هذه الحقبة من الزمن.
بنى هذا المسجد مرتفعا عن مستوى الطريق، شغل الجزء السفلى من وجهاته بدكاكين، ويتوصل إلى المدخل ببضع درجات، وهو حافل بالرخام الملون الجميل، على يمينه ويساره طراز مكتوب عليه آية قرآنية وتاريخ الانتهاء من بنائه 886 هجرية، وله باب مكسو بالنحاس المزخرف بأشكال هندسية وتقوم إلى يمينه منارة ذات ثلاث طبقات : الأولى مثمنة والثانية أسطوانية والعلوية مكونة من أعمدة رخامية تحمل الخوذة، وإلى يسار الصاعد إلى المدخل يقوم السبيل الذي يعلوه كُتاب، أما القبة التي تعلو الضريح الواقع خلف المدخل فبسيطة المظهر من الخارج على عكس مثيلاتها المنشأة في هذا العصر.

## معرض صور

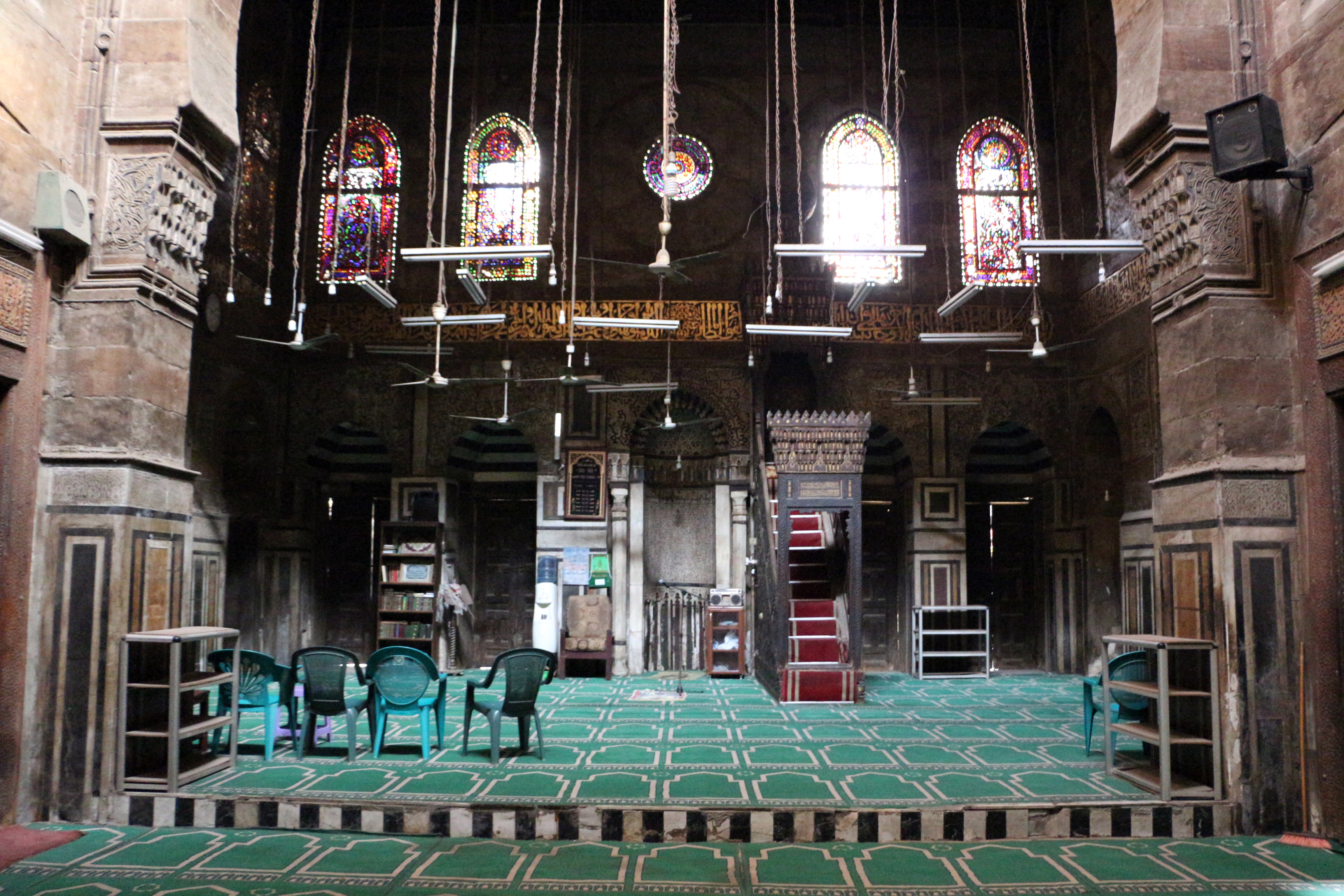
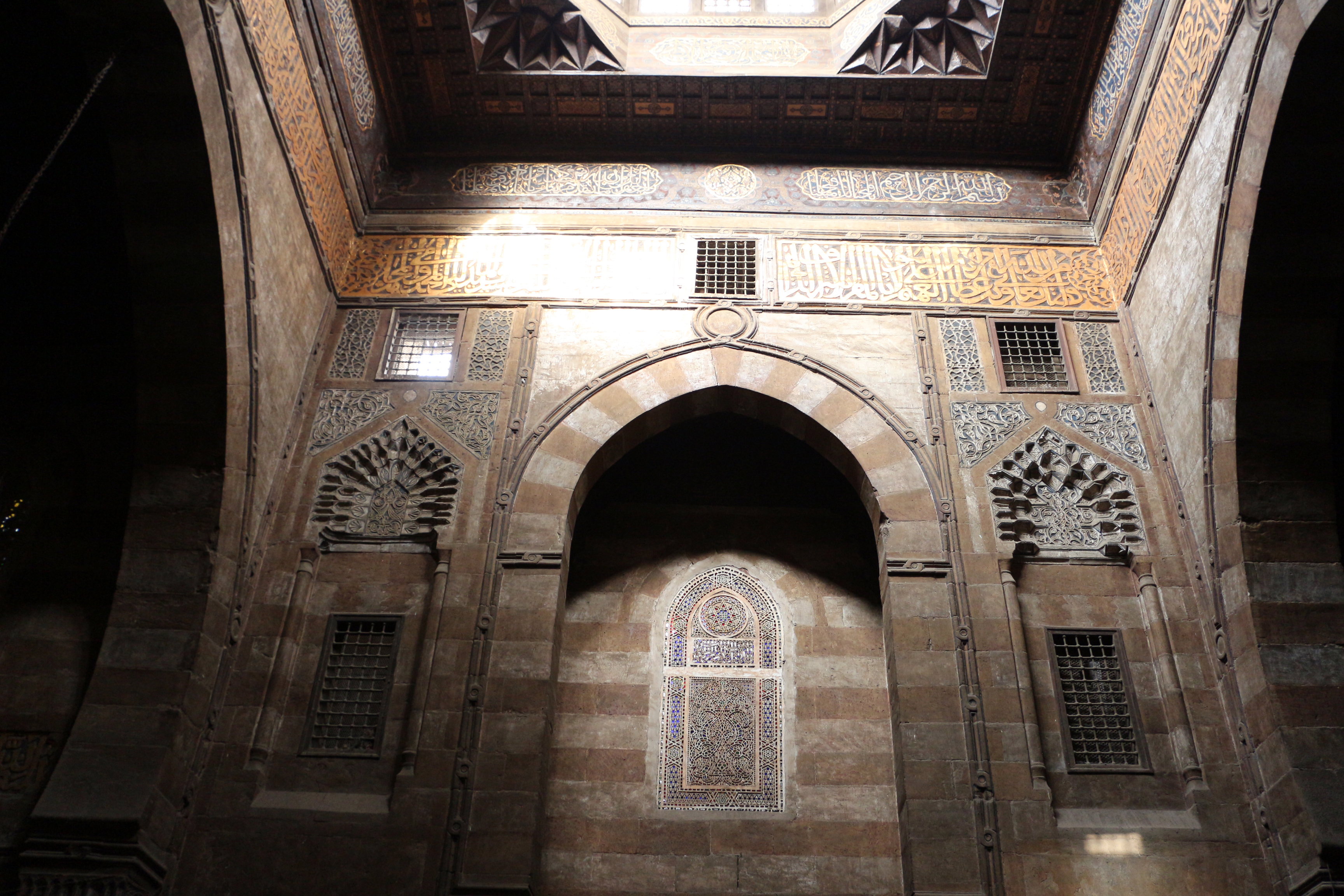
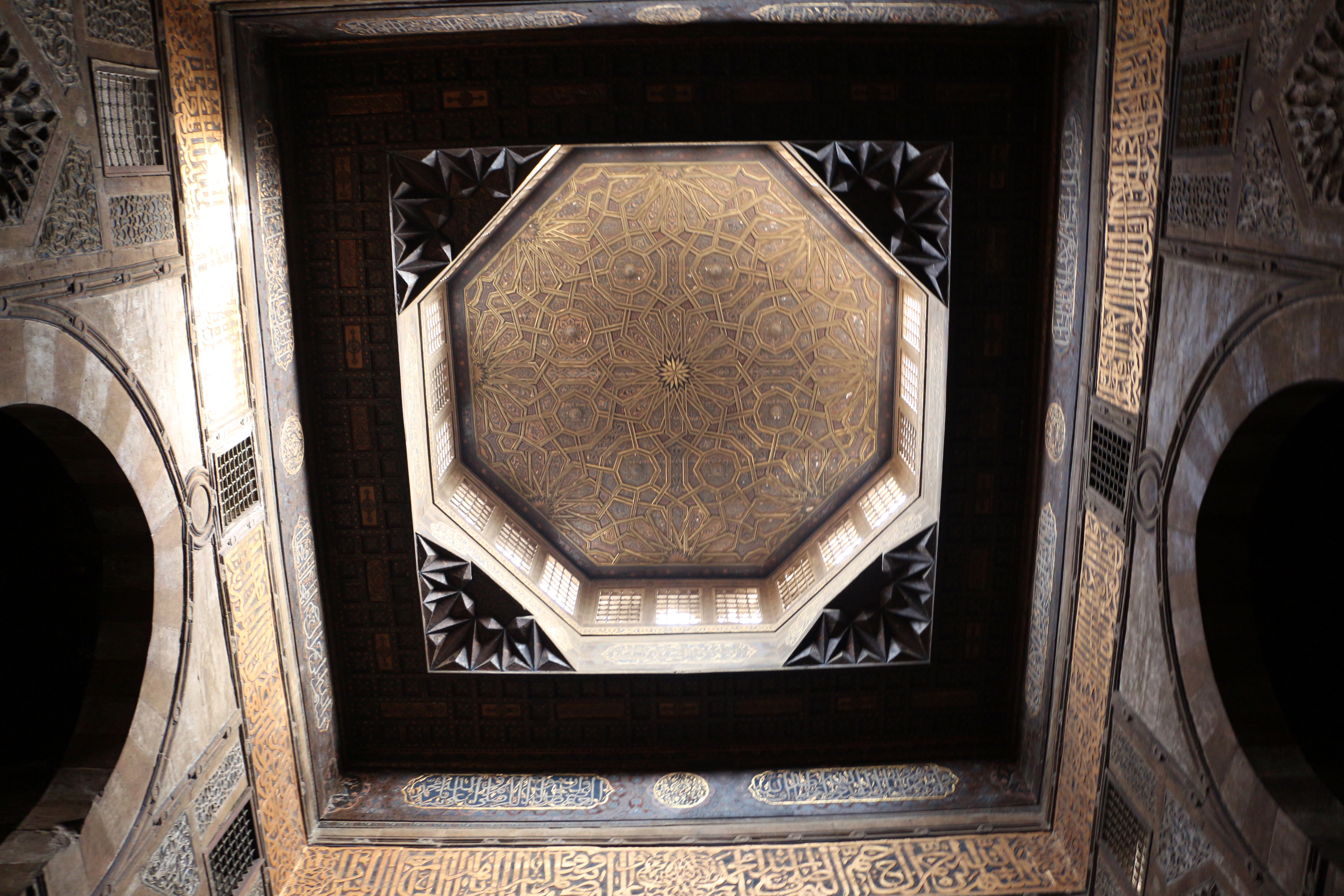
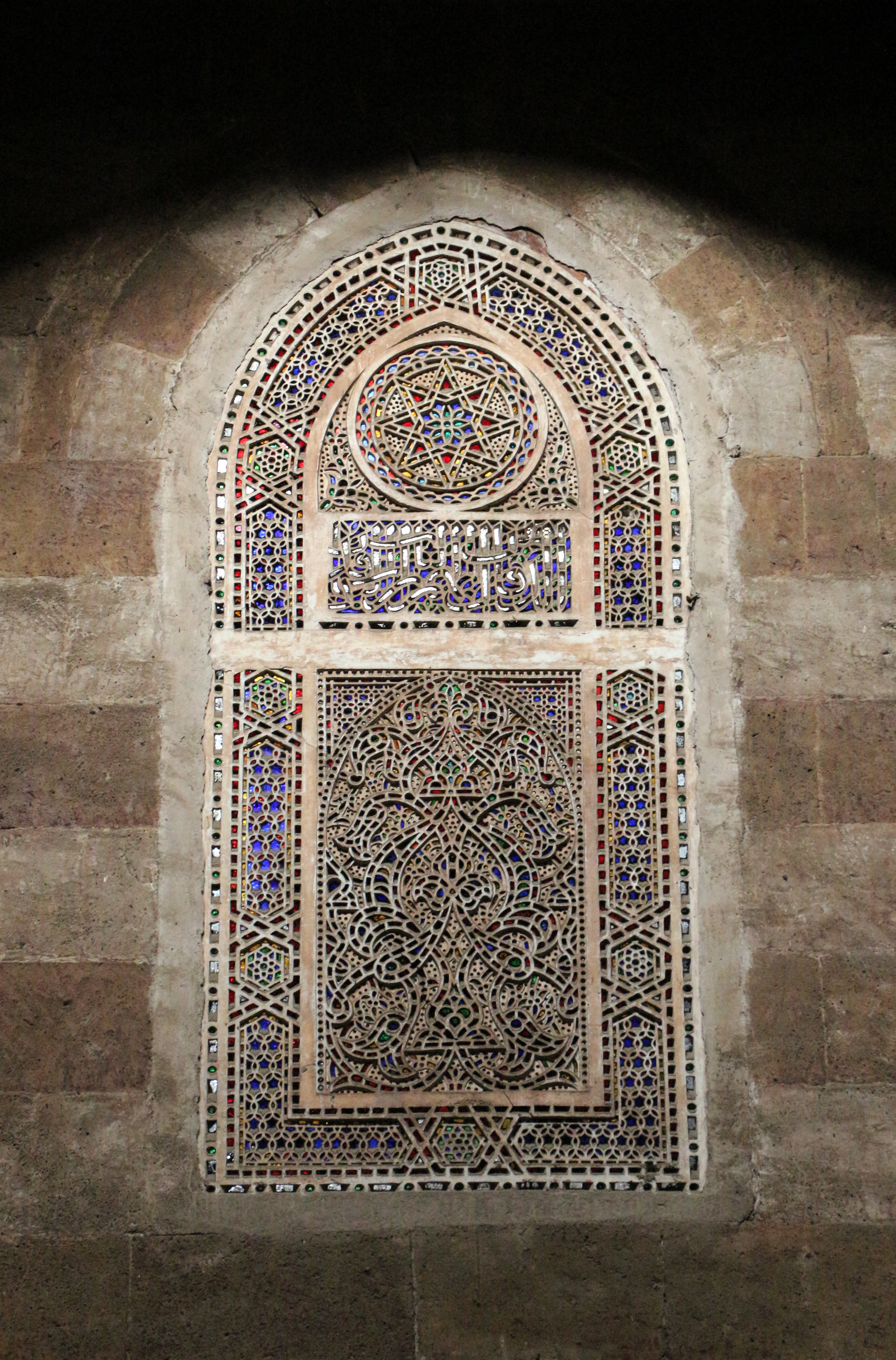
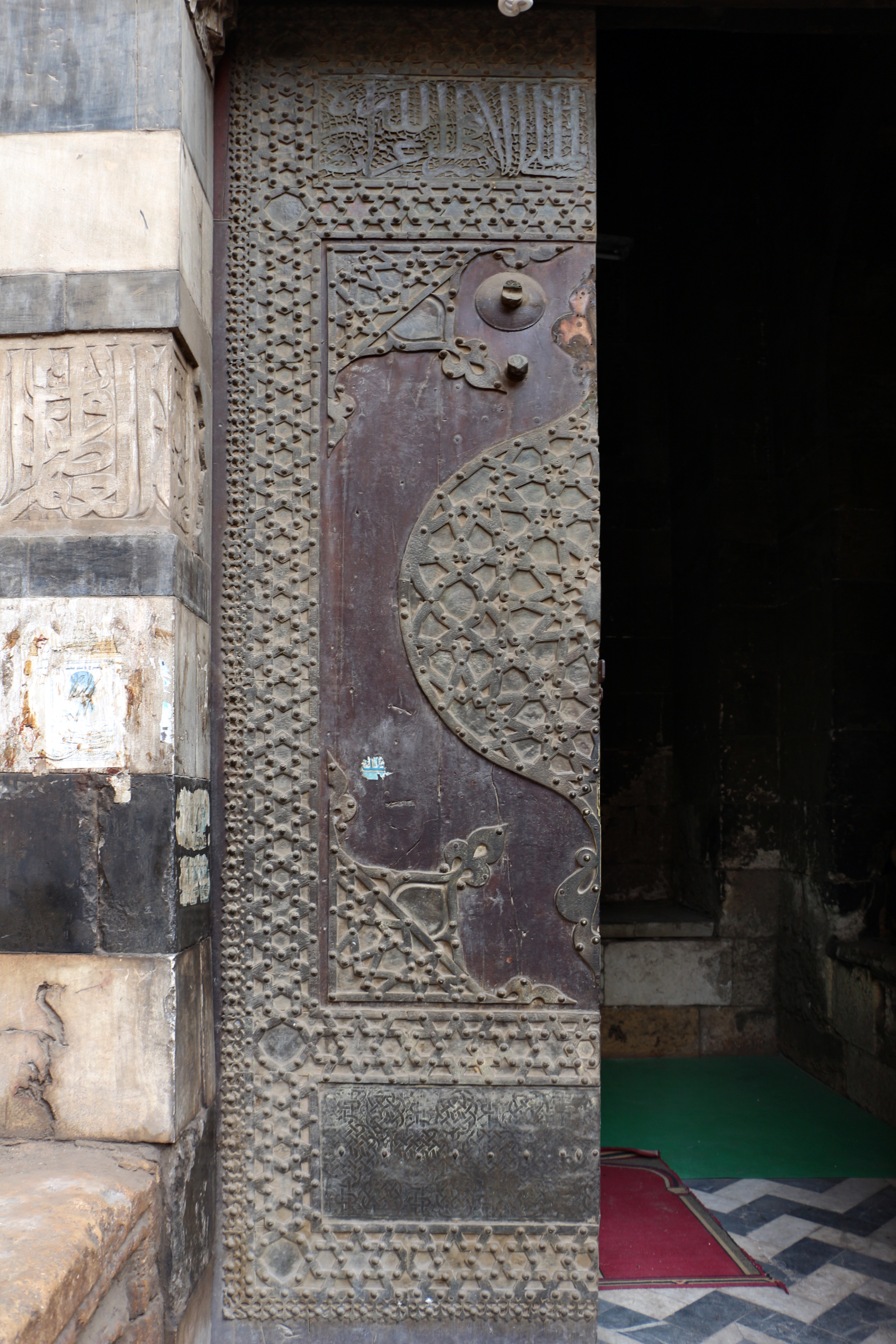
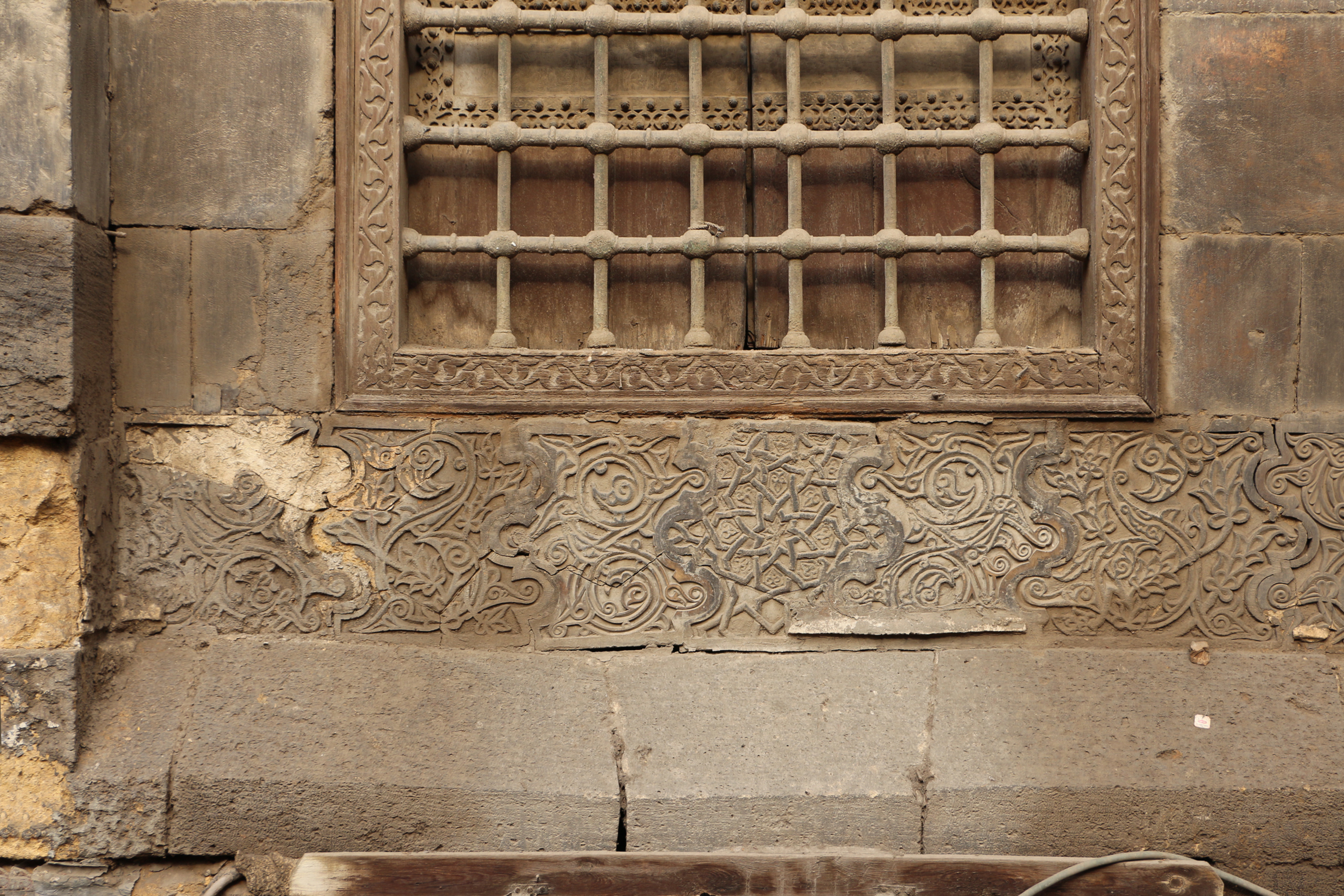